# Hanuš Thein
Hanuš Thein (17. ledna 1904 Pardubice – 30. prosince 1974 Praha) byl český operní pěvec (bas) a režisér. Mezi lety 1927–1939 a 1945–1973 působil v pražském Národním divadle.

## Život
Hanuš Thein v letech 1922–1928 vystudoval zpěv na Konzervatoři hudby v Praze, kde pak řadu let působil i jako pedagog (mezi lety 1950 až 1974 zde byl profesorem operního herectví a režie). Zpěv studoval u E. Fuchse a operní režii u Ferdinanda Pujmana.
Studoval též na právnické fakultě University Karlovy v Praze (od roku 1922), ale studia zanechal v roce 1927 po nabídce od Otakara Ostrčila na stálé hostování a později angažmá v Národním divadle. Zde působil jako sólista opery (od roku 1929) i jako režisér opery (od roku 1932) až do roku 1973. V sezónách 1963/1964, 1964/1965 a 1967/1968 byl šéfem opery. Dotkla se jej i nacistická perzekuce při aplikaci norimberských rasových zákonů, v Národním divadle byl ale nucen skončit v důsledku vládních rasových opatření již několik dní před okupací zbylé části českých zemích, v roce 1945 pak byl internován (do té doby byl chráněn tzv. smíšeným manželstvím) v Terezíně, odkud několik dní před koncem války utekl. Zemřel v Praze 30. prosince 1974 na infarkt. Je pohřben na pražském Vyšehradě.
Za svůj život hrál či režíroval mnoho představení. Mezi jeho nejvýznamnější role patřil Kecal v Prodané nevěstě, Doktor Bartolo v Lazebníku sevillském či Bartolo ve Figarově svatbě, z režijních počinů můžeme jmenovat Prodanou nevěstu, Káťu Kabanovou či Romeo, Julie a tma. Četné úspěchy slavil také v zahraničí např. v Německu, Nizozemsku a Velké Británii.

## Ocenění
- 1958 titul zasloužilý umělec
- 1968 Řád práce